# Fonction zêta de Lerch
En mathématiques, la fonction zêta de Lerch, ou fonction zêta de Hurwitz-Lerch est une fonction spéciale qui généralise la fonction zêta de Hurwitz et le polylogarithme, nommée d'après le mathématicien Mathias Lerch. Elle est définie comme somme d'une série comme suit :
{\displaystyle L(\lambda ,\alpha ,s)=\sum _{n=0}^{\infty }{\frac {\mathrm {e} ^{2\pi \mathrm {i} \lambda n}}{(n+\alpha )^{s}}}}.
La fonction zêta de Lerch est reliée à la fonction transcendante de Lerch, définie par la formule :
{\displaystyle \Phi (z,s,\alpha )=\sum _{n=0}^{\infty }{\frac {z^{n}}{(n+\alpha )^{s}}}}
par l'identité :
{\displaystyle \Phi (\mathrm {e} ^{2\pi \mathrm {i} \lambda },s,\alpha )=L(\lambda ,\alpha ,s)}.

## Cas particuliers
La fonction zêta de Hurwitz est un cas particulier, donnée par :
{\displaystyle \zeta (s,\alpha )=L(0,\alpha ,s)=\Phi (1,s,\alpha )}.
Le polylogarithme est un cas particulier de la fonction zêta de Lerch, donné par :
{\displaystyle \operatorname {Li} _{s}(z)=z\Phi (z,s,1)}.
La fonction zêta de Riemann est le cas particulier suivant :
{\displaystyle \zeta (s)=\zeta (s,1)=\operatorname {Li} _{s}(1)=\Phi (1,s,1)}.
La fonction êta de Dirichlet est aussi un cas particulier, donné par :
{\displaystyle \eta (s)=\Phi (-1,s,1)=-\operatorname {Li} _{s}(-1)}.
Enfin, la fonction chi de Legendre admet l'expression :
{\displaystyle \chi _{n}(z)=2^{-n}z\Phi (z^{2},n,1/2)}.
Les fonctions arctangente intégral admet l'expression:
{\displaystyle {\textrm {Ti}}_{s}(z)=\sum _{k=0}^{\infty }{\frac {(-1)^{k}z^{2k+1}}{(2k+1)^{s}}}={\frac {z}{2^{s}}}\Phi (-z^{2},s,{\tfrac {1}{2}})}
Les fonctions polygamma pour tout entier positif n admettent l'expression:
{\displaystyle \psi ^{(n)}(\alpha )=(-1)^{n+1}n!\Phi (1,n+1,\alpha )}
La fonction de Clausen admet l'expression:
{\displaystyle {\text{Cl}}_{2}(z)={\frac {\mathrm {ie} ^{-\mathrm {i} z}}{2}}\Phi (\mathrm {e} ^{-\mathrm {i} z},2,1)-{\frac {\mathrm {i} \mathrm {e} ^{\mathrm {i} z}}{2}}\Phi (\mathrm {e} ^{\mathrm {i} z},2,1)}